# John Naber
John Phillips Naber (* 20. ledna 1956 Evanston) je bývalý americký plavec, člen univerzitního klubu USC Trojans.
Na mistrovství světa v plavání 1973 obsadil třetí místo v závodě na 200 metrů volný způsob. Na Letních olympijských hrách 1976 získal čtyři zlaté medaile, když vyhrál obě znakařské trati, kraulařskou štafetu a polohovou štafetu. V závodě na 200 metrů volným způsobem skončil na druhém místě za Bruce Furnissem. Překonal čtyři světové rekordy v individuálních závodech a dva ve štafetě; na montrealské olympiádě byl prvním, kdo zaplaval 200 m znak v čase pod dvě minuty. Časopis Swimming World ho zvolil nejlepším světovým plavcem roku 1976, získal také James E. Sullivan Award pro nejlepšího amerického amatérského sportovce roku 1977. V roce 1982 byl uveden do Síně slávy světového plavání.
Vystudoval psychologii, pracoval v marketingu pro firmy Speedo a The Walt Disney Company, byl členem organizačního výboru Letních olympijských her 1984 v Los Angeles. Byl komentátorem přenosů pro televizi ESPN. Působí jako motivační řečník a spisovatel.